# Melinis
Genre
Melinis est un genre de plantes monocotylédones de la famille des Poaceae, sous-famille des Panicoideae, originaire de l'hémisphère sud, principalement d'Afrique tropicale et australe.
Ce sont des plantes herbacées, annuelles ou vivaces, au port décombant, pouvant atteindre 1;2m de haut.

## Description
Les espèces du genre melinis  sont des plantes herbacées, annuelles ou vivaces, au tiges (chaumes) solides, décombantes, pouvant atteindre de 30 à 120 cm.
La ligule est une membrane ciliée ou réduite à une rangée de poils.
Le limbe foliaire est plan, étroit, de forme linéaire-lancéolée. Les feuilles des jeunes pousses sont fortement aromatiques.
L'inflorescence est une panicule terminale, regroupant des épillets oblongs, plus ou moins comprimés latéralement, longs de 1 à 4 mm. La désarticulation se produit en dessous des glumes, l'épillet se séparant en entier avec ses glumes.
Les glumes, membraneuses, sont inégales, la glume inférieure est minuscule et sans nervure, parfois réduite à une ride, la glume supérieure, presque aussi longue que la lemme adjacente, droite, lancéolée, parfois bifide, portant parfois une arête réduite entre les lobes, présente sept nervures. 
Le fleuron inférieur est stérile. Les fleurons fertiles, hermaphrodites, comptent trois étamines et deux stigmates. Les lodicules sont présents. Le rachillet se termine par un fleuron fertile.
Le fruit est un caryopse, fusiforme, avec un embryon dont la longueur est la moitié de celle du caryopse et un hile ponctué.

## Liste d'espèces
Selon Catalogue of Life (20 octobre 2016) :
- Melinis ambigua Hack.
- Melinis amethystea (Franch.) Zizka
- Melinis angolensis Rendle
- Melinis ascendens Mez
- Melinis biaristata (Rendle) Stapf & C.E.Hubb.
- Melinis drakensbergensis (C.E.Hubb. & Schweick.) Clayton
- Melinis effusa (Rendle) Stapf
- Melinis gossweileri C.E.Hubb.
- Melinis kallimorpha (Clayton) Zizka
- Melinis longiseta (A.Rich.) Zizka
- Melinis macrochaeta Stapf & C.E.Hubb.
- Melinis minutiflora P.Beauv.
- Melinis nerviglumis (Franch.) Zizka
- Melinis repens (Willd.) Zizka
- Melinis reynaudioides (C.E.Hubb.) Zizka
- Melinis rupicola (Rendle) Zizka
- Melinis scabrida (K.Schum.) Hack.
- Melinis subglabra Mez
- Melinis tanatricha (Rendle) Zizka
- Melinis tenuissima Stapf
- Melinis tomentosa Rendle
- Melinis welwitschii Rendle

Selon The Plant List (20 octobre 2016) :
- Melinis ambigua Hack.
- Melinis amethystea (Franch.) Zizka
- Melinis angolensis Rendle
- Melinis ascendens Mez
- Melinis biaristata (Rendle) Stapf & C.E.Hubb.
- Melinis drakensbergensis (C.E.Hubb. & Schweick.) Clayton
- Melinis effusa (Rendle) Stapf
- Melinis gossweileri C.E.Hubb.
- Melinis kallimorpha (Clayton) Zizka
- Melinis longiseta (A.Rich.) Zizka
- Melinis macrochaeta Stapf & C.E.Hubb.
- Melinis minutiflora P.Beauv.
- Melinis nerviglumis (Franch.) Zizka
- Melinis repens (Willd.) Zizka
- Melinis reynaudioides (C.E.Hubb.) Zizka
- Melinis rupicola (Rendle) Zizka
- Melinis scabrida (K.Schum.) Hack.
- Melinis subglabra Mez
- Melinis tanatricha (Rendle) Zizka
- Melinis tenuissima Stapf
- Melinis tomentosa Rendle
- Melinis welwitschii Rendle

## Liste des espèces et sous-espèces
Selon World Checklist of Selected Plant Families (WCSP) (20 octobre 2016) :
- Melinis ambigua Hack. (1901)
  - sous-espèce Melinis ambigua subsp. ambigua
  - sous-espèce Melinis ambigua subsp. longicauda (Mez) Zizka (1988)
- Melinis amethystea (Franch.) Zizka (1988)
- Melinis angolensis Rendle (1899)
- Melinis ascendens Mez (1921)
- Melinis biaristata (Rendle) Stapf & C.E.Hubb. (1926)
- Melinis drakensbergensis (C.E.Hubb. & Schweick.) Clayton (1978)
- Melinis effusa (Rendle) Stapf (1926)
- Melinis gossweileri C.E.Hubb. (1934)
- Melinis kallimorpha (Clayton) Zizka (1988)
- Melinis longiseta (A.Rich.) Zizka (1988)
  - sous-espèce Melinis longiseta subsp. bellespicata (Rendle) Zizka (1988)
  - sous-espèce Melinis longiseta subsp. longiseta
- Melinis macrochaeta Stapf & C.E.Hubb. (1926)
- Melinis minutiflora P.Beauv. (1812)
- Melinis nerviglumis (Franch.) Zizka (1988)
- Melinis repens (Willd.) Zizka (1988)
  - sous-espèce Melinis repens subsp. grandiflora (Hochst.) Zizka (1988)
  - sous-espèce Melinis repens subsp. maroccana (Maire & Sam.) Zizka (1988)
  - sous-espèce Melinis repens subsp. nigricans (Mez) Zizka (1988)
  - sous-espèce Melinis repens subsp. repens
- Melinis reynaudioides (C.E.Hubb.) Zizka (1988)
- Melinis rupicola (Rendle) Zizka (1988)
- Melinis scabrida (K.Schum.) Hack. (1901)
- Melinis subglabra Mez (1921)
- Melinis tanatricha (Rendle) Zizka (1988)
- Melinis tenuissima Stapf (1900)
- Melinis tomentosa Rendle (1899)
- Melinis welwitschii Rendle (1899)